# Hautefort
Hautefort è un comune francese di 842 abitanti situato nel dipartimento della Dordogna nella regione della Nuova Aquitania.

## Geografia fisica
Situato ad est della Dordogna e a circa sei miglia a nord da Heavy, un affluente del fiume Auvézère, la cittadina di Hautefort comprende due paesi distinti: St. Agnan a valle e Hautefort sulla collina dominata dal castello. La cittadina è ora amministrativamente da la Terra di Black Perigord (settore Sarlat-la-Canéda), ma è comunque parte del distretto di Perigueux.

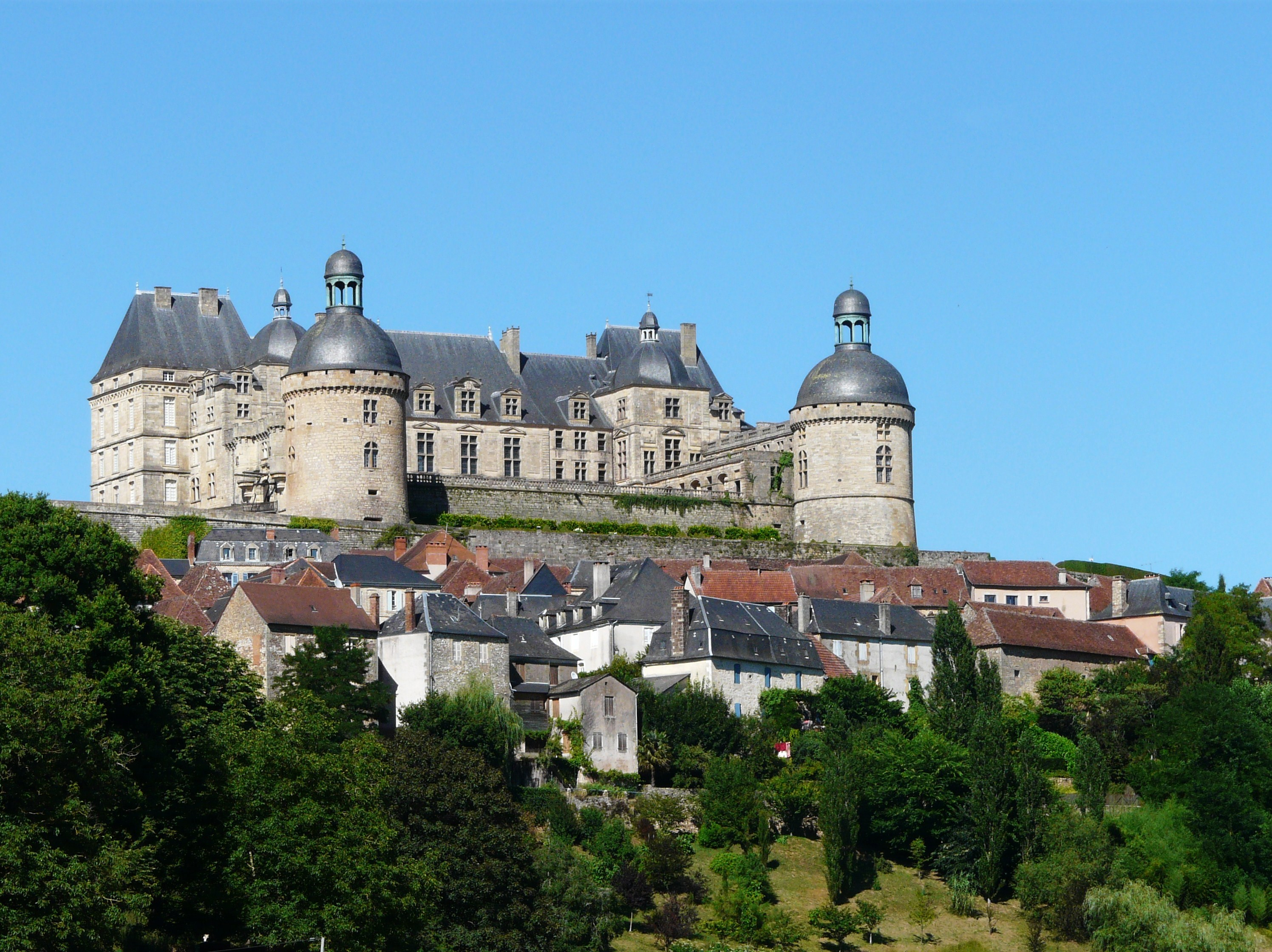

Situato equidistante da Brive-la-Gaillarde e da Perigueux, il villaggio di Hautefort è di interesse per i turisti con il suo castello, il suo Museo della Medicina e il fascino delle sue strade strette e vecchi edifici in pietra tipica del Périgord.
Hautefort è ora accessibile tramite l'autostrada A89 (La Bachellerie scambiatore) e poi con la strada provinciale 704 in direzione di Saint-Yrieix-la-Perche e Limoges.

## Storia

### Simboli
Lo stemma comunale è stato creato nel 2003. Le tre forbici all'antica in campo d'oro e il motto in latino sono simboli della famiglia de Hautefort (D'or à trois forces de sable les pointes en haut).

## Società

### Evoluzione demografica
Abitanti censiti